# Station Saint-Erme
Station Saint-Erme is een spoorwegstation in de Franse gemeente Saint-Erme-Outre-et-Ramecourt, op de lijn Reims - Laon.
Het werd geopend in 1857 door de Compagnie des Chemins de Fer des Ardennes.
Thans wordt het bediend door de treinen van de TER Picardie en de TER Champagne-Ardenne.